# Stegnogramma jinfoshanensis
Stegnogramma jinfoshanensis är en kärrbräkenväxtart som beskrevs av Ren-Chang Ching och Z.Y.Liu. Stegnogramma jinfoshanensis ingår i släktet Stegnogramma och familjen Thelypteridaceae. Inga underarter finns listade.